# Тропска врелина
Тропска врелина (енгл. Tropical Heat, позната и као енгл. Sweating Bullets) је била канадска телевизијска серија, направљена у копродукцији са Мексиком и Израелом, емитована између 1991. и 1993. Серија описује двоје приватних детектива, бившег полицајца Ника Слотера и бившег туристичког агента Силви Џирард, који решавају бројне случајеве. Радња серије је смештена у измишљени град Ки Мараја, у америчкој савезној држави Флориди.
Серија је имала три сезоне са укупно 66 епизода. Прва сезона је снимљена у Пуерто Ваљарти, у Мексику, друга у Еилату, у Израелу, а трећа у Преторији, у Јужноафричкој Републици, уз неке сцене снимљене на Маурицијусу.

## Популарност у Србији
Лик Ника Слотера је коришћен током студентских протеста 1996/1997. у Србији, под слоганом „Слотера Ника за председника“ и „Свакој мајци треба да је дика, која има сина к'о Слотера Ника“. Такође, Ник Слотер је био и главни лик мини-стрипа који је бесплатно дељен учесницима демонстрација.
У београдском насељу Жаркову је постојао чувени графит „Слотеру Ниче, Жарково ти кличе“, који је новосадском бенду Атеист реп послужио као инспирација за каснију песму „Слотеру Ниче, Србија ти кличе“
На најављеном фестивалу „To Be Punk“ у Новом Саду, који се одржао од 5. до 6. јуна 2009. гостовао глумац Роб Стјуарт, који је тумачио главног лика ове серије, Ника Слотера. Ово гостовање уследило је након контакта Роба Стјуарта са члановима бенда Атеист реп, када је Роб Стјуарт био интригиран својом популарношћу, односно популарношћу његовог лика из серије, Ника Слотера, у Србији.

## Улоге
- Роб Стјуарт - Ник Слотер
- Керолин Дан - Силви Жерар
- Џон Дејвид Бланд - Ијан Стјуарт (1991–92)
- Ијан Трејси - Спајдер Гарвин (1992–93)
- Јуџин Кларк - Оли Портер (1991)
- Педро Армендариз млађи - поручник Кариљо (1991–92)
- Ари Сорко-Рам - наредник Грегори (1992–93)
- Ален Нешман - Роли (1992–93)
- Грејем Кембел - Руперт